# Borghesia
Borghesia är ett slovenskt Electronic Body Music-band, bildat i Ljubljana 1982.
Medlemmarna i Borghesia ingick från början i en vänsterradikal teatergrupp, innan de så småningom började uppträda själva. Namnet Borghesia är italienska för borgarklass (jfr. franskans bourgeoisie). Med tanke på att bandet bestod av medlemmar ur en alternativ teatergrupp är det inte otänkbart att Luis Buñuels film Borgarklassens diskreta charm (Le charme discret de la bourgeoisie, 1972) har inspirerat till namnet. Deras album, Ljubav Je Hladnija Od Smrti från 1985, kan översättas till Kärlek kallare än döden, efter den första filmen av Rainer Werner Fassbinder. 
De två första inspelningarna påverkades av new wave, syntpop, disco och EBM. Bandet ändrade inriktning mot EBM från den tredje albumet. Deras ljudinspelningar och videos anspelar ofta på fetischism.
Bandet tog en paus mellan 1995 och 2009. I januari 2010 släppte de en samlings-CD, 20th Century – Selected Works, inklusive låtar från deras tidigare album. 2014 släppte Borghesia ett nytt album, And Man Created God, och gjorde en chockerande comeback med en ny musikstil som är mer rockorienterad men med en mångfald av influenser från olika stilar (folk, electro, industriellt, etc).
Bandet består idag av:

Aldo Ivančič – trummor

Dario Seraval – sång

Ivo Poderžaj – sång

Irena Tomažin – sång

Jelena Rusjan – bas, sång